# Liste der luxemburgischen Abgeordneten zum EU-Parlament (2014–2019)
Die Liste der luxemburgischen Abgeordneten zum EU-Parlament (2014–2019) listet alle luxemburgischen Mitglieder des 8. Europäischen Parlaments nach der Europawahl in Luxemburg 2014.

## Mandatsstärke der Parteien
- S&D: 1
- G/EFA: 1
- ALDE: 1
- EVP: 3

| Nationale Partei                                   | Mandate | Fraktion                                                                               |
| -------------------------------------------------- | ------- | -------------------------------------------------------------------------------------- |
| Chrëschtlech Sozial Vollekspartei (CSV)            | 3       | Fraktion der Europäischen Volkspartei (EVP)                                            |
| Demokratesch Partei (DP)                           | 1       | Fraktion der Allianz der Liberalen und Demokraten für Europa (ALDE)                    |
| Déi Gréng                                          | 1       | Die Grünen/Europäische Freie Allianz (G/EFA)                                           |
| Lëtzebuerger Sozialistesch Aarbechterpartei (LSAP) | 1       | Fraktion der Progressiven Allianz der Sozialdemokraten im Europäischen Parlament (S&D) |
| Gesamt                                             | 6       |                                                                                        |

## Abgeordnete
| Bild | MEP                  | geb. | von           | bis           | Partei | Fraktion | Anmerkungen                    |
| ---- | -------------------- | ---- | ------------- | ------------- | ------ | -------- | ------------------------------ |
|      | Georges Bach         | 1955 | 1. Juli 2014  | 1. Juli 2019  | CSV    | EVP      |                                |
|      | Mady Delvaux-Stehres | 1950 | 1. Juli 2014  | 1. Juli 2019  | LSAP   | S&D      |                                |
|      | Frank Engel          | 1975 | 1. Juli 2014  | 1. Juli 2019  | CSV    | EVP      |                                |
|      | Charles Goerens      | 1952 | 1. Juli 2014  | 1. Juli 2019  | DP     | ALDE     |                                |
|      | Christophe Hansen    | 1982 | 2. Sep. 2018  | 1. Juli 2019  | CSV    | EVP      | nachgerückt für Viviane Reding |
|      | Tilly Metz           | 1967 | 20. Juni 2018 | 1. Juli 2019  | Gréng  | G/EFA    | nachgerückt für Claude Turmes  |
|      | Viviane Reding       | 1951 | 1. Juli 2014  | 1. Sep. 2018  | CSV    | EVP      | Nachrücker: Christophe Hansen  |
|      | Claude Turmes        | 1960 | 1. Juli 2014  | 19. Juni 2018 | Gréng  | G/EFA    | Nachrückerin: Tilly Metz       |